# Place Cheikha-Remitti
La place Cheikha-Remitti est une voie située dans le quartier de la Goutte-d'Or dans le 18e arrondissement de Paris.

## Situation et accès
Cette place de forme triangulaire se situe à l'ouest du croisement de la rue de la Goutte-d'Or, au sud, et de la rue Polonceau, au nord.

## Origine du nom

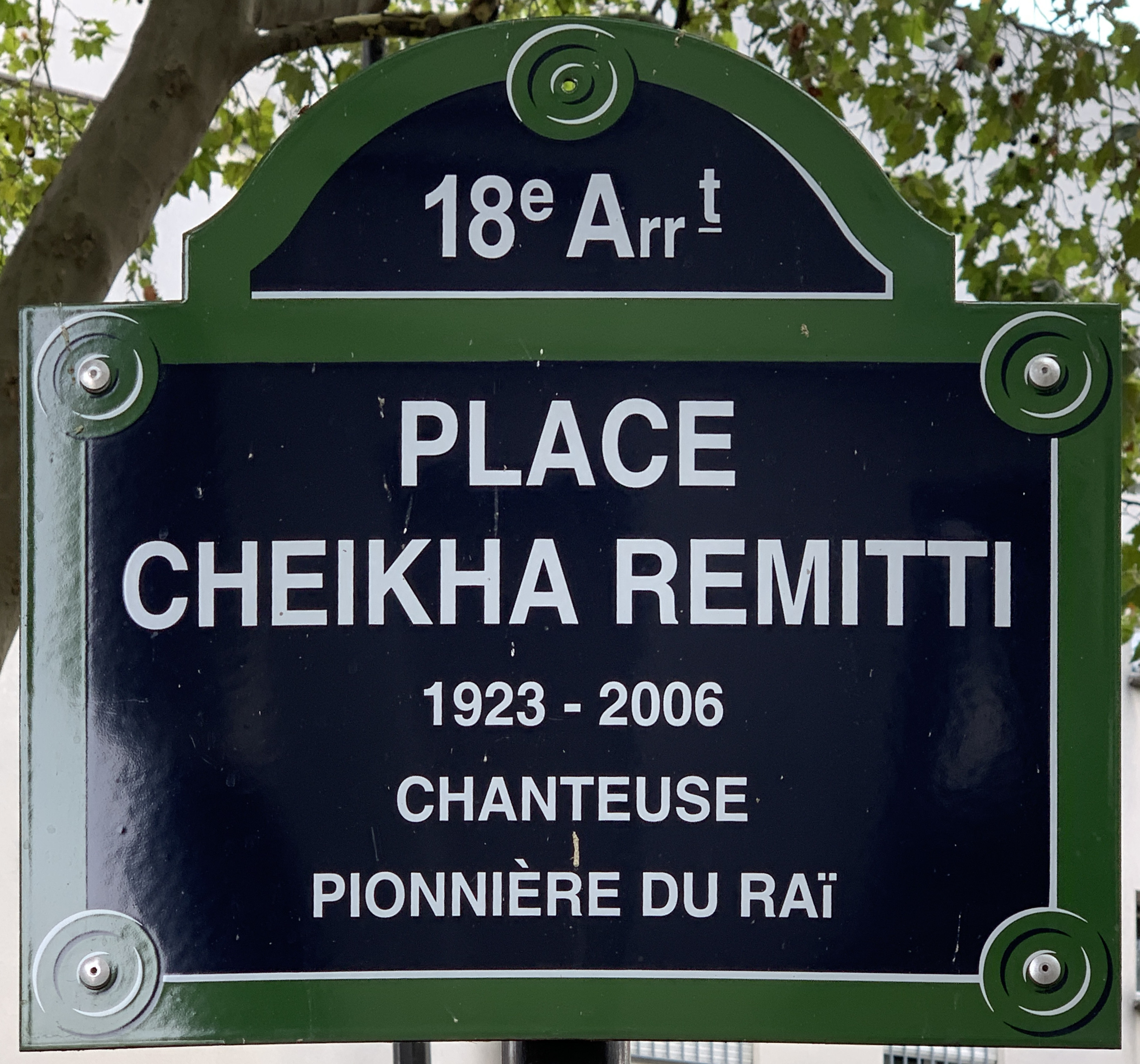
Plaque de la place.

Elle porte le nom de la chanteuse Cheikha Remitti (1923-2006).

## Historique
Dans le cadre d'une opération de rénovation urbaine, les immeubles compris entre les nos 2 à 10 rue de la Goutte-d'Or et les nos 1 à 7 rue Polonceau sont détruits dans les années 1930. La place est créée à l'emplacement des nos 2 et 4 rue de la Goute-d'Or et du no 1 rue Polonceau. 
Informellement appelée place Polonceau, elle prend sa dénomination actuelle en novembre 2019.

## Bâtiments remarquables et lieux de mémoire

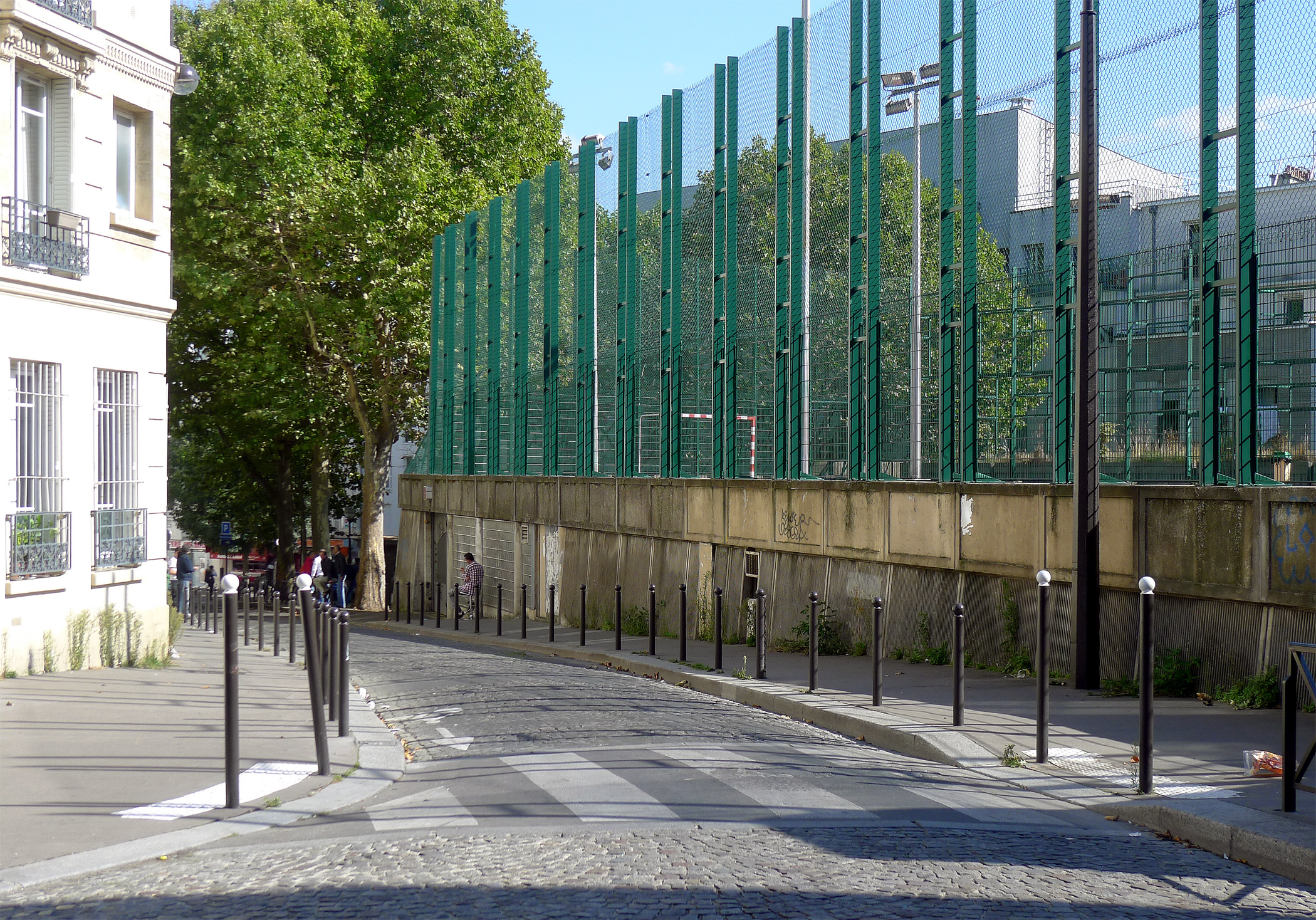
La rue Polonceau ; en arrière plan, les platanes de la place Cheikha-Remitti